# Flotte Teens jetzt ohne Jeans
Flotte Teens jetzt ohne Jeans (Originaltitel: La liceale nella classe dei ripetenti; dt.: Die Schülerin in der Wiederholungsklasse) ist eine italienisch-französische Erotikkomödie des Regisseurs Mariano Laurenti aus dem Jahr 1978. Die Sexklamotte mit Slapstick-Einlagen ist nach Flotte Teens und heiße Jeans (1975) der zweite Teil einer fünfteiligen Filmreihe.
Das Werk kam am 10. August 1978 in Italien, am 8. Dezember 1978 in Deutschland und am 23. Mai 1979 in Frankreich in die Kinos.

## Handlung
Die attraktive 17-jährige Abiturientin Angela lebt bei ihrem lüsternen Onkel Zenobio, einem kahlköpfigen Schürzenjäger, und dessen Ehefrau. Sie ist mit ihrem Ex-Geliebten Carlo befreundet, gleichzeitig bandelt sie mit dem jugendlichen Draufgänger Tonino Pinzzarrone an, dem Sohn eines skurrilen Pädagogen. Der verbitterte Professor Pinzzarrone duldet die Partnerschaft seines Sprösslings, da er seit längerem versucht, sich an seiner verflossenen Jugendliebe, Angelas Tante, zu rächen.
Als eines Tages Angela und Tonino bei einer Spritztour mit dem Cabrio verunglücken und getrennt werden, verfolgt der zwielichtige Prof. Pinzzarrone einen teuflischen Plan. Tonino soll als vermeintlich Schwerverletzter sich die Zuneigung seiner Mitschülerin sichern, sie umgarnen und sie letztlich ehelichen. Die plötzliche Fürsorge für den kranken Nebenbuhler belastet jedoch die Freundschaft mit dem eifersüchtigen Carlo, der seiner großen Liebe nachtrauert.
Als Tonino sich am Ende des Films mehrere Frakturen bei einem Badeurlaub zuzieht, fliegt die Intrige auf. Angela löst sich von dem Betrüger, den sie nie wirklich liebte, und kehrt zum leidenschaftlichen Carlo zurück.

## Kritiken
Das Kritiker bezeichneten die Produktion als eine „Folge dünner Schülerstreiche, fader Sexdarstellungen und blöder Klamaukkämpfe zwischen zwei Vätern.“ oder auch als die „Geschichte einiger Flirts, einiger schmerzhafter Streiche, einiger seltsamen Situationen in comicartigen Familien, aber auch nur einigen Szenen, die mehr als ein bisschen Gelächter“ hervorrufen.